# Rudolf Urech
Rudolf Urech (* 1. April 1815 in Hallwil; † 9. September 1872 in Brugg; heimatberechtigt in Hallwil) war ein Schweizer Politiker und Arzt. Von 1862 bis 1868 war er Regierungsrat des Kantons Aargau, von 1869 bis 1872 Nationalrat.

## Biografie
Rudolf Urech besuchte die Sekundarschule in Lenzburg und die Kantonsschule in Aarau. Anschliessend studierte er ab 1833 Medizin an der neu gegründeten Universität Zürich. 1837 bestand er das Staatsexamen, daraufhin vertiefte er seine Kenntnisse an deutschen Hochschulen. Dann eröffnete er eine Arztpraxis in Hallwil, die er bald nach Lenzburg verlegte. Urechs Ehefrau starb 1839 nach einem Jahr Ehe, später heiratete Urech deren ältere Schwester. Ab 1847 arbeitete er fünfzehn Jahre lang im ehemaligen Kloster Königsfelden, dem damaligen Standort des Kantonsspitals. Danach eröffnete er in Brugg erneut eine Arztpraxis. 1869, drei Jahre nach dem Tod der zweiten Ehefrau, heiratete er ein drittes Mal.
1862 wurde Urech in den Grossen Rat gewählt, der ihn kurz darauf in die Kantonsregierung berief. Er gehörte dieser bis 1868 an, woraufhin er in den Nationalrat gewählt wurde. In diesem gehörte er der liberalen Fraktion an. Urech baute massgeblich das Brugger Kinderspital auf und war Mitglied verschiedener Schulbehörden. Einen Monat nach seinem Rücktritt aus dem Nationalrat verstarb er.